# Stade Rugby Club Wien
Der Stade Rugby Club Wien (kurz: Stade RC Wien) ist ein Rugby-Union-Verein aus Wien. Er wurde 1989 gegründet. Der Verein ist Mitglied des Österreichischen Rugby Verbandes (ÖRV) und trägt seine Heimspiele auf dem Gelände des ASKÖ Brigittenau im 20. Wiener Gemeindebezirk aus.

## Geschichte
Der Club wurde 1989 am Lycée Français de Vienne gegründet und wurde in den Jahren 2005, 2010 und 2013 in der österreichischen Meisterschaft Vizemeister.

## Mannschaften und Nachwuchsarbeit
Der Verein betreibt mehrere Teams in verschiedenen Alters- und Leistungsklassen:
- Seniorenteams: Herren („Gents“), Damen („Ladies“) sowie ein Touch-Rugby-Team.

Jugendteams: Die Nachwuchsarbeit ist in zwei Programme unterteilt:
- STARS (Stade Rugby School): Für Kinder von U6 bis U12.
- STARA (Stade Rugby Academy): Für Jugendliche von U14 bis U18.

## Erfolge
Die Damenmannschaft des Stade Rugby Club Wien konnte in den Jahren 2022, 2023 und 2024 den Titel bei den österreichischen Staatsmeisterschaften im 7er-Rugby erringen. 2023 traten sie erstmals ohne Spielgemeinschaft mit dem Vienna Celtic RFC an und verteidigten erfolgreich ihren Titel.